# Eugenijus Maldeikis

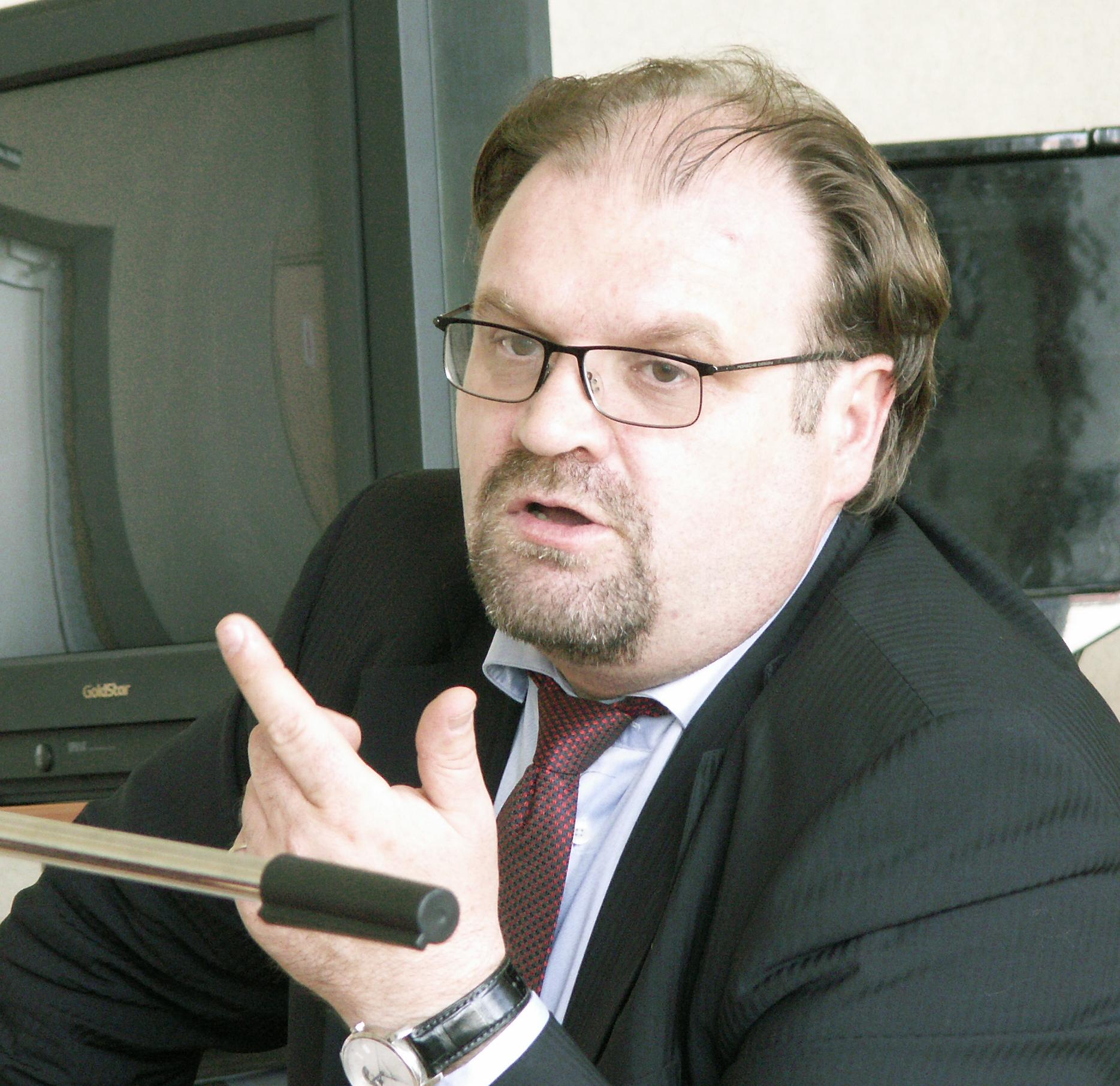
Eugenijus Maldeikis (2009)

Eugenijus Maldeikis (* 27. August 1958 in Anykščiai) ist ein litauischer liberaler Politiker, ehemaliger Mitglied des Europäischen Parlaments für die Partei Liberalų demokratų partija.

## Leben
Nach dem Abitur am Gymnasium Didždvaris studierte Maldeikis Wirtschaftswissenschaften an der M.-Lomonossov-Staatsuniversität in Moskau und promovierte dort 1987 zum Doktor der Sozialwissenschaften (Wirtschaftswissenschaften). Er war ab 1984 Dozent an der Universität Vilnius und leitete ab 1990 die Abteilung Wirtschaftsreformen und Strategie des Wirtschaftsministeriums. 1992 übernahm er die Leitung des Zentrums für Wirtschaftsforschung, 1996 wurde er Vorstandsvorsitzender und Verwaltungsleiter der AG „Turto bankas“. 1999 wurde er Vorsitzender von Deloitte & Touche Litauen, 2004 Mitglied der Privatisierungskommission. Maldeikas war ab 2005 zudem Außerordentlicher Professor an der Mykolas-Romer-Universität und 2006 Generaldirektor der „Balto media“-Holding (von „Achemos grupė“).
Maldeikis war 1999 bzw. 2002 Mitglied im Stadtrat Vilnius. Er gehörte ab 2000 dem Litauischen Parlament (Seimas) an, zuvor war er 1999 zum Wirtschaftsminister Litauens gewählt worden. Er wurde zudem ab 2003 Beobachter im Europäischen Parlament und stellvertretendes Mitglied des Europäischen Konvents. Maldeikis gehörte von 1999 bis 2004 Mitglied dem Vorstand der Litauischen Liberalen Union an und war stellvertretender Vorsitzender der Liberaldemokratischen Partei. Anschließend wurde Maldeikis parteilos.

## Familie
Maldeikis ist geschieden. Er war mit Aušra Maldeikienė (* 1958), Ökonomin, Politikerin (Seimas-Mitglied, früher Vilnius-Ratsmitglieder), Publizistin und Wirtschaftspädagogin verheiratet.  Sie haben die Söhne Matas Maldeikis (* 1980), Seimas-Mitglied, und Mykolas Maldeikis (* 1987).